# 東国分寺台
東国分寺台（ひがしこくぶんじだい）は、千葉県市原市の五井地区にある町丁。国分寺台を構成する町丁のひとつである。現行行政地名は、東国分寺台1丁目から東国分寺台5丁目。郵便番号は290-0074。

## 概要
市原市北西部の五井地区にある。土地区画整理事業によって計画的に整備された良好な住宅地である国分寺台の南東部にある。山倉ダム及びその近くの千葉こどもの国キッズダムなどが周辺に存在している。また、同市市原地区及び三和地区の境界付近にある。全域に住居表示が施行されているが、換地処分実施時に地番変更を実施しているため、ほとんどの場合において、地番と住居表示の数字は一致するようになっている。

## 地理
北は国分寺台中央、東は山田橋、南は西広、西は南国分寺台と接している。

## 地価
千葉県市原市東国分寺台4丁目5番6で58,600円である。

## 用途地域
東国分寺台一丁目・二丁目・四丁目・五丁目のそれぞれ一部が第一種住居地域、東国分寺台一丁目から東国分寺台五丁目のそれぞれ一部が第二種住居地域、それ以外が第一種低層住居専用地域に指定されている。

## 世帯数・人口
2022年（令和4年）4月1日現在の世帯数と人口は以下の通りである。
| 町丁字           | 世帯数    | 人口    | 人口  | 人口   | 人口     | 人口     | 人口  | 人口   | 世帯人員 |
| 町丁字           | 世帯数    | 人口    | 若年  | 若年   | 生産年齢 | 生産年齢 | 高齢  | 高齢   | 世帯人員 |
| ---------------- | --------- | ------- | ----- | ------ | -------- | -------- | ----- | ------ | -------- |
| 東国分寺台一丁目 | 300世帯   | 649人   | 108人 | 16.64% | 425人    | 65.49%   | 116人 | 17.87% | 2.16人   |
| 東国分寺台二丁目 | 183世帯   | 382人   | 26人  | 6.81%  | 220人    | 57.59%   | 136人 | 35.60% | 2.09人   |
| 東国分寺台三丁目 | 204世帯   | 465人   | 47人  | 10.11% | 298人    | 64.09%   | 120人 | 25.81% | 2.28人   |
| 東国分寺台四丁目 | 200世帯   | 474人   | 88人  | 18.57% | 267人    | 56.33%   | 119人 | 25.11% | 2.37人   |
| 東国分寺台五丁目 | 206世帯   | 402人   | 51人  | 12.69% | 245人    | 60.95%   | 106人 | 26.37% | 1.95人   |
| 計               | 1,093世帯 | 2,372人 | 320人 | 13.50% | 1,455人  | 61.34%   | 597人 | 25.17% | 2.17人   |

## 通学区域
市立小学校・市立中学校及び県立高等学校の通学区域は以下の通りである。
| 丁目             | 番地 | 小学校                   | 中学校                   | 高等学校 |
| ---------------- | ---- | ------------------------ | ------------------------ | -------- |
| 東国分寺台一丁目 | 全域 | 市原市立国分寺台東小学校 | 市原市立国分寺台中学校   | 第9学区  |
| 東国分寺台二丁目 | 全域 | 市原市立国分寺台東小学校 | 市原市立国分寺台中学校   | 第9学区  |
| 東国分寺台三丁目 | 全域 | 市原市立国分寺台東小学校 | 市原市立国分寺台中学校   | 第9学区  |
| 東国分寺台四丁目 | 全域 | 市原市立国分寺台東小学校 | 市原市立国分寺台中学校   | 第9学区  |
| 東国分寺台五丁目 | 全域 | 市原市立国分寺台東小学校 | 市原市立国分寺台西中学校 | 第9学区  |

## 施設
- 市原市立国分寺台東小学校
- 千葉興業銀行国分寺台支店

## 交通

### 鉄道
最寄駅は以下の通りである。
- JR東日本及び小湊鉄道
  - 五井駅
- 小湊鉄道
  - 上総村上駅
  - 海士有木駅

### バス
- 五01、五11五井駅～国分寺台[10]
- 八23八幡宿駅西口～国分寺台[10]
- 五22五井駅西口～山倉こどもの国[10]
- 八26八幡宿駅西口～海士有木駅入口～海士有木[10]

### 道路
- 市道1号線川岸西広線[11]